# Contea di Roscommon (Irlanda)
Roscommon (in gaelico irlandese Ros Comáin) è una contea tradizionale e amministrativa dell'Irlanda centrale, nella provincia del Connacht e quindi politicamente della Repubblica d'Irlanda. Confina, in senso orario da ovest, con le contee di Mayo, Sligo, Leitrim, Longford, Westmeath, Offaly e Galway.

## Toponomastica
Il nome Roscommon deriva dal gaelico irlandese Ros Comáin, che significa nient'altro che "Zona collinare boscosa di Coman", dal santo San Coman che predicò in questa regione e a cui gli abitanti della contea sono comunque devoti.

## Araldica civica
Lo stemma del Roscommon è rimasto sempre invariato e consta di uno scudo blu contenente un triangolo verde con croce dorata. Esternamente al triangolo sono presenti un ramo di quercia, una corona ed una testa d'ariete. Il motto della contea, in lingua latina, è Constans Hiberniae Cor ("Cuore costante d'Irlanda").
I colori sportivi e culturali della contea sono il blu ed il giallo.
|                                  |
| Bandiera coi colori della contea |

## Topografia

### Orografia e geologia

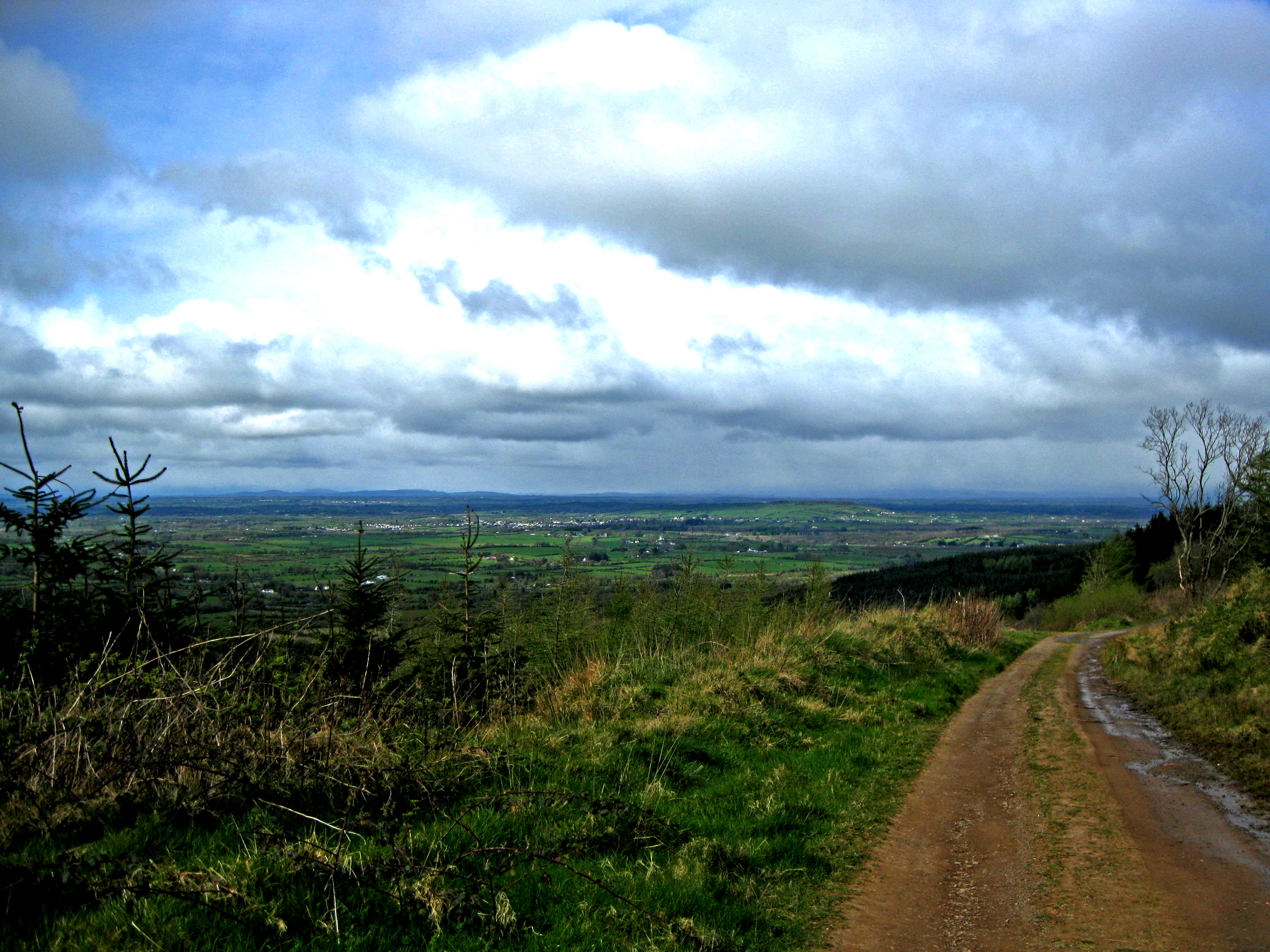
Panorama dagli Slieve Bawn

Per gran parte del territorio, la contea è formata dalla vasta piana di calcare che interessa quasi tutte le midlands irlandesi, ed il paesaggio si presenta prettamente pianeggiante o poco collinare, con poche rocce grigiastre che fuoriescono da terreno. Nel nord-est, nel confine col Leitrim, si ergono i Monti Braulieve, pareti rocciose piuttosto ripide e che terminano in sommità piatte e abbastanza basse, con la cima più alta nel Monte Cashel; nel nord-ovest, invece, sono presenti i Curlew, molto simili agli altri, che delimitano il confine con Sligo. Ad est invece c'è la catena degli Slieve Bawn, formata di arenaria ma sempre con altitudini piuttosto basse.
Oltre al calcare nettamente dominante, altri tipi di roccia sono presenti in quantità minore: tra il Lough Ree ed il Lough Boffin ci sono due strati di roccia siluriana, mentre nei pressi di Boyle arenaria rossa molto antica. I pochi e bassi monti presentano del carbone e noduli di gesso e roccia ferrosa. Nella zona meridionale è possibile trovare strati di ghiaia al posto del calcare nel sottosuolo.
Il suolo delle pianure è piuttosto fertile se lavorato bene, specialmente nelle piane di Boyle, mentre vicino al corso dello Shannon diviene piuttosto aspro e paludoso.

### Idrografia

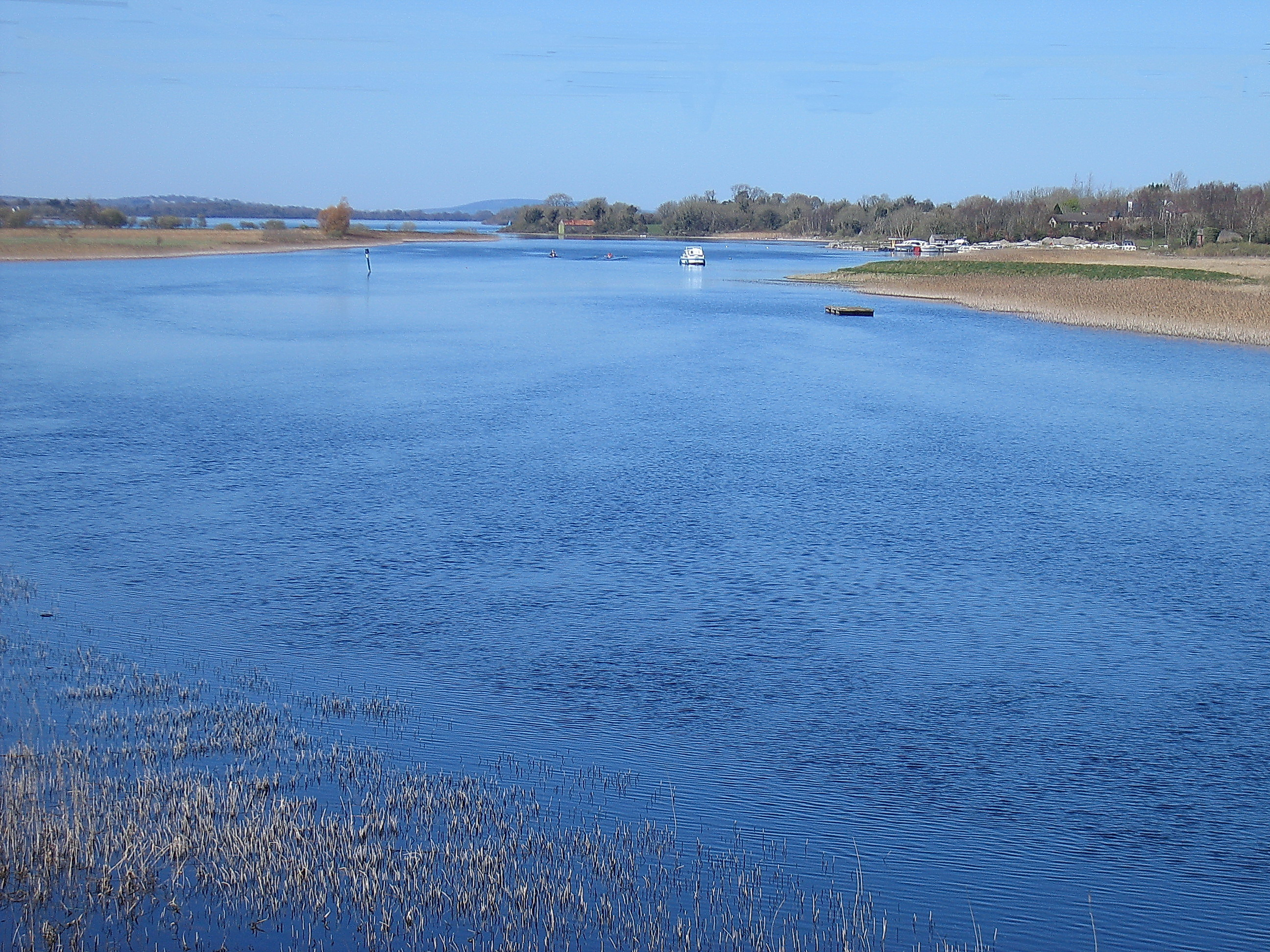
Il Lough Ree, condiviso con Longford e Westmeath

Il Roscommon contiene un numero molto elevato di fiumi e laghi.
Lo Shannon, fiume più grande d'Irlanda, forma praticamente tutto il confine orientale della contea, mentre ad ovest questo compito viene espletato per circa 80 km dal Fiume Suck, fino a che non si unisce proprio allo Shannon a Shannonbridge
Altri affluenti dello Shannon nella contea sono l'Arigna, il Feorish ed il Boyle.
I laghi principali sono formati dal corso del grande fiume irlandese, e sono situati, quindi, spesso sul confine orientale: tra questi spiccano i vasti Lough Allen e Lough Ree, seguiti dai più piccoli Lough Boderg, Lough Boffin e Lough Forbes. nel resto della contea i laghi più importanti sono il Lough Key nel nord, con sponde molto pittoresche ricoperte di alberi, ed il Lough Gara nel nord-ovest, che però è quasi interamente situato nella vicina Sligo.

## Storia

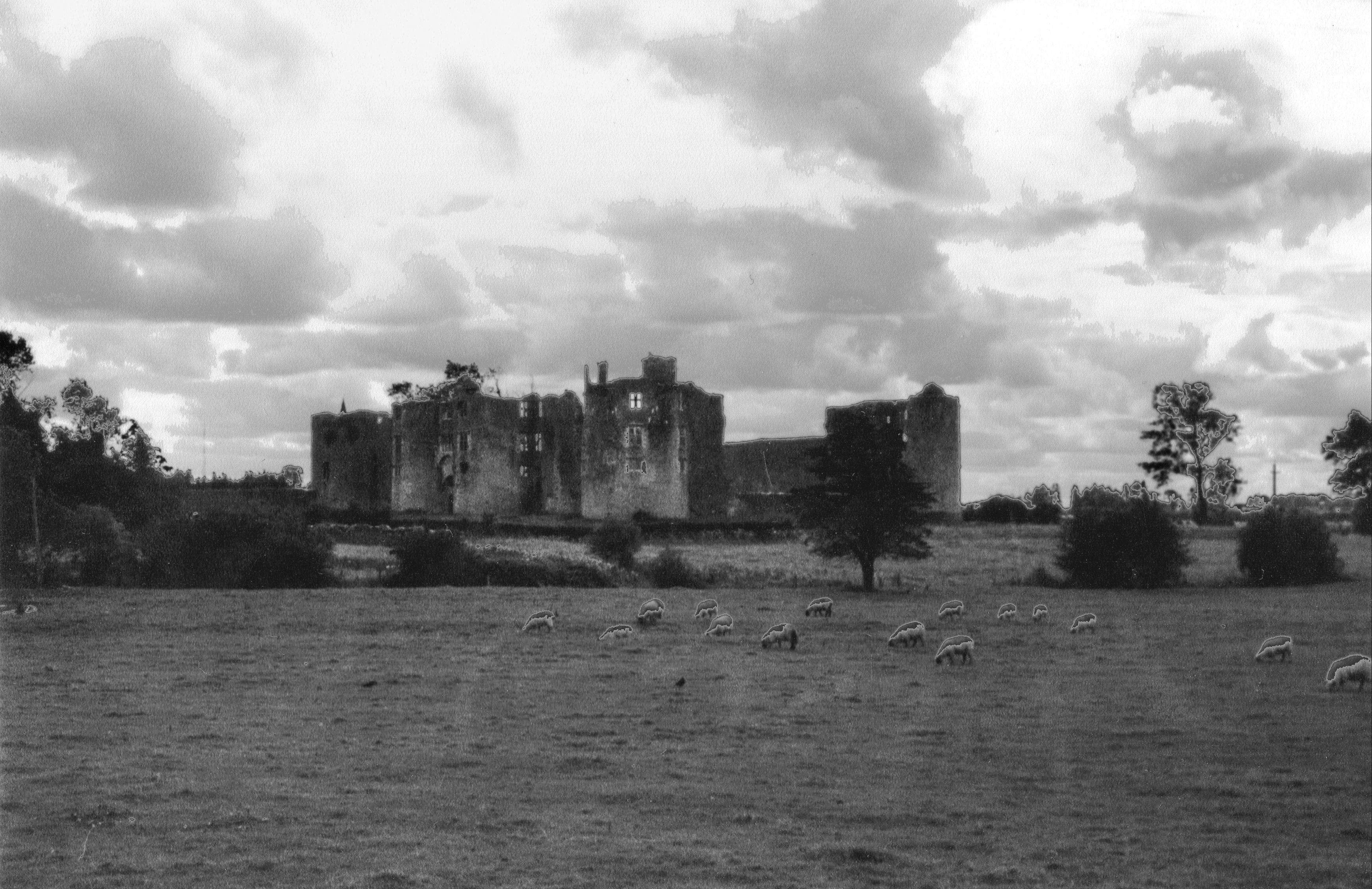
Castello di Roscommon

La zona fu per la prima volta riconosciuta da Enrico III d'Inghilterra ed assegnata a Richard de Burgo, ma di fatto rimase sempre in mano ai gruppi indigeni. Fino al tempo di Elisabetta del resto, il Connaught era formato dai due distretti di Roscommon e Clare; fu nel 1570 che prese le attuale dimensioni grazie alle suddivisioni di Sir Henry Sydney.
È del 1599 la Battaglia del Passo Curlew, uno degli episodi della Guerra di Nove Anni, combattuta vicino a Boyle e commemorata in un museo nel centro abitato.
Tutti i vecchi proprietari terrieri vennero privati dei loro possedimenti durante la conquista cromwelliana dell'isola, tranne la famiglia O'Conor guidata da Don O'Conor.
Dal XVII secolo la contea ha visto un periodo pacifico ma abbastanza stagnante, fino alla Great Famine che ha mietuto molte vittime.

## Politica
Il Roscommon County Council è la forma di governo locale principale per la contea ed è stato fondato nel 1899 con il Local Government (Ireland) Act. L'attuale consiglio eletto democraticamente direttamente dalla popolazione consiste di 26 membri.
Le elezioni si tengono ogni cinque anni, le ultime si sono tenute nel 2004.
I 26 membri sono eletti col sistema proporzionale in queste aree:
- Athlone
- Ballaghaderreen
- Boyle
- Castlerea
- Roscommon
- Strokestown

## Cultura

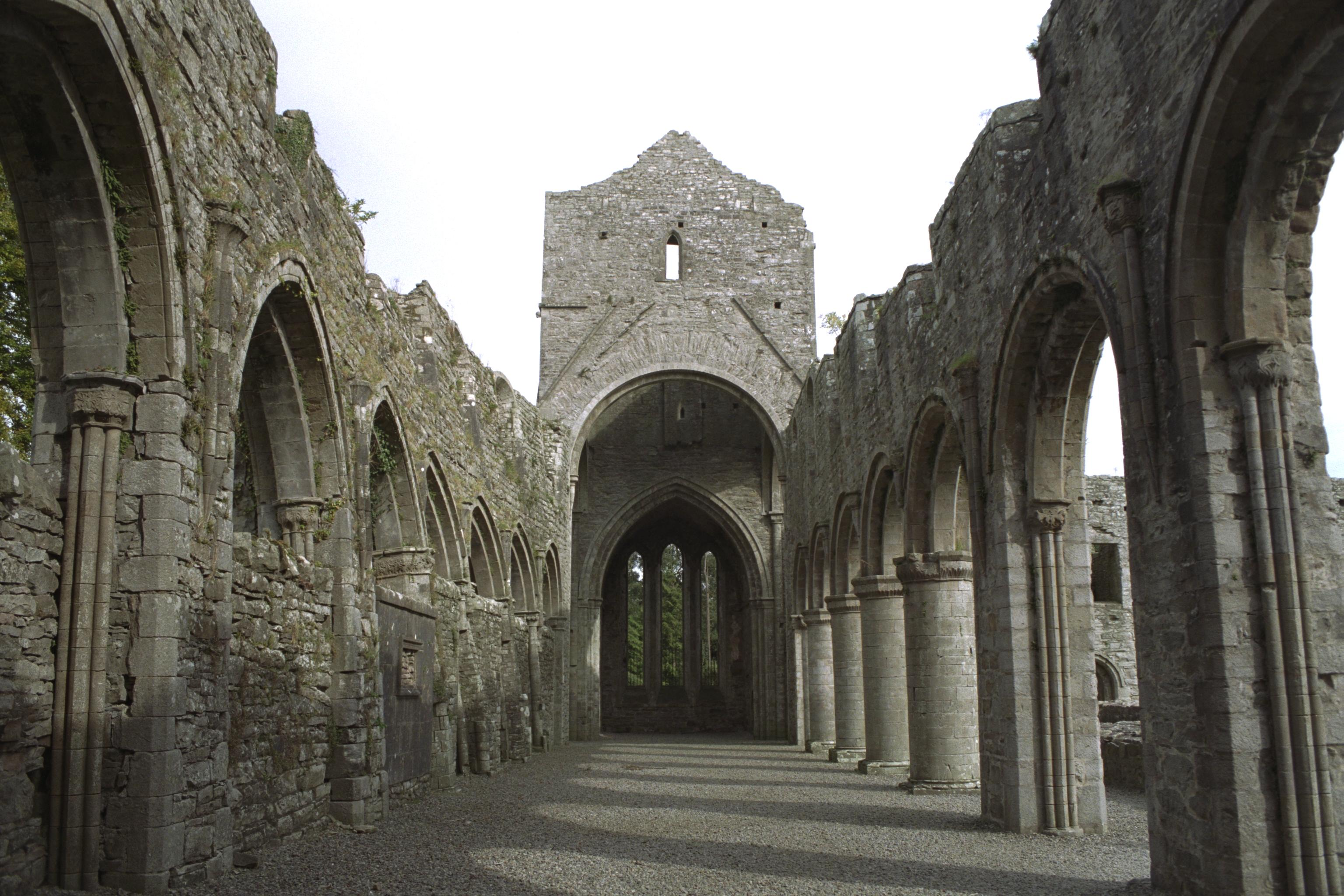
Abbazia di Boyle, tra quelle meglio conservate in Irlanda

Vicino al villaggio di Tulsk, è situato il sito mitologico di Rath Cruachán, residenza della regina Medb (Maedbh, Maeve) e il Mórrígan, punto di partenza del Táin Bó Cúailgne o Cattle Raid of Cooley, racconto epico-mitologico irlandese tradotto da Thomas Kinsella.
Ci sono molti resti di edifici del passato, tra i quali spiccano le rovine di Crogan, l'antico palazzo dei Re del Connacht. I principali castelli sono i resti della roccaforte dei Dermott su Castle Island, nel Lough Key, il forte distrutto dei M'Donough a Ballinafad, e l'imponente fortezza a Roscommon ricostruita da John d'Ufford, giustiziere d'Irlanda nel 1268. Ci sono resti non particolarmente conservati di torri circolari ad Orano. Tra gli edifici ecclesiastici spicca senz'altro l'Abbazia di Boyle, in buono stato anche se in rovina, che mostra ancora buoni esempi di arcate normanne molto raffinate. A parte l'abbazia di Roscommon, non ci sono altri resti di importanza particolare di stampo religioso.

## Economia, trasporti ed infrastrutture
La County Town è l'omonima cittadina di Roscommon, in posizione centrale e collegata con strade nazionali di secondo piano (N60 e N63). Settentrionalmente la contea è comunque attraversata dalla N5 (Dublino-Westport).
Il centro sicuramente più importante è comunque Athlone, che ha la particolarità di essere condivisa dalla contea di Roscommon e quella di Westmeath, nonché quella di essere la cittadina più centrale dell'isola d'Irlanda.
Il settore predominante della contea è comunque l'agricoltura, circa un prato su tre è indirizzato al pascolo di bovini e ovini, allevati insieme al più raro pollame, a suini e capre. Patate e avena sono le coltivazioni principali.

## Centri importanti

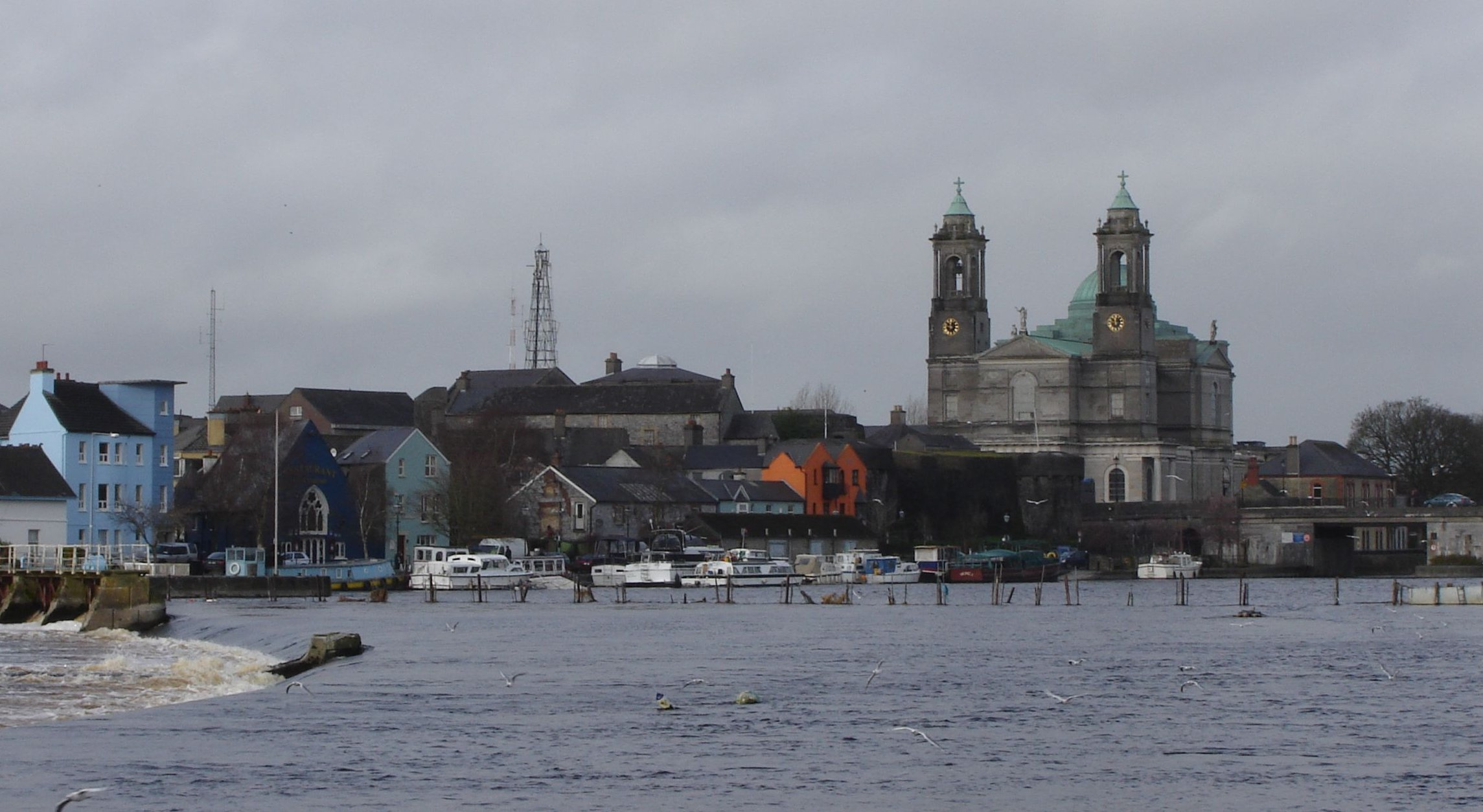
Athlone, cittadina più centrale d'Irlanda e condivisa con la vicina Westmeath

- Roscommon, la county town
- Athlone
- Ballaghaderreen
- Ballyfarnon
- Boyle
- Castlerea
- Strokestown
- Tulsk